# Phyllophaga flavipennis
Phyllophaga flavipennis är en skalbaggsart som beskrevs av Horn 1885. Phyllophaga flavipennis ingår i släktet Phyllophaga och familjen Melolonthidae. Inga underarter finns listade i Catalogue of Life.